# Campionato mondiale femminile di hockey su pista Springe 1992
Il Campionato del Mondo femminile 1994 fu la 1ª edizione del campionato del mondo di hockey su pista; la manifestazione venne disputata in Germania a Springe dal 1° all'8 ottobre 1992.

La competizione fu organizzata dalla Fédération Internationale de Roller Sports.

Il torneo fu vinto dalla nazionale canadese per la 1ª volta nella sua storia.

## Nazionali partecipanti
- Australia
- Canada
- Germania
- India
- Inghilterra
- Italia
- Nuova Zelanda
- Paesi Bassi
- Portogallo
- Spagna
- Stati Uniti
- Sudafrica

## Svolgimento del torneo

### Tabellone dei risultati
|               | India (bandiera) | Sudafrica (bandiera) | Inghilterra (bandiera) | Stati Uniti (bandiera) | Germania (bandiera) | Spagna (bandiera) | Portogallo (bandiera) | Australia (bandiera) | Paesi Bassi (bandiera) | Nuova Zelanda (bandiera) | Italia (bandiera) | Canada (bandiera) |
| ------------- | ---------------- | -------------------- | ---------------------- | ---------------------- | ------------------- | ----------------- | --------------------- | -------------------- | ---------------------- | ------------------------ | ----------------- | ----------------- |
| India         |                  |                      |                        |                        |                     |                   |                       |                      |                        |                          |                   |                   |
| Sudafrica     | 4-2              |                      |                        |                        |                     |                   |                       |                      |                        |                          |                   |                   |
| Inghilterra   | 10-0             | 4-1                  |                        |                        |                     |                   |                       |                      |                        |                          |                   |                   |
| Stati Uniti   | 22-0             | 6-1                  | 4-0                    |                        |                     |                   |                       |                      |                        |                          |                   |                   |
| Germania      | 20-0             | 7-0                  | 5-0                    | 3-2                    |                     |                   |                       |                      |                        |                          |                   |                   |
| Spagna        | 18-0             | 8-0                  | 9-2                    | 4-1                    | 2-2                 |                   |                       |                      |                        |                          |                   |                   |
| Portogallo    | 14-0             | 12-0                 | 6-2                    | 3-1                    | 3-2                 | 2-1               |                       |                      |                        |                          |                   |                   |
| Australia     | 19-0             | 9-1                  | 5-2                    | 2-3                    | 3-2                 | 4-3               | 4-3                   |                      |                        |                          |                   |                   |
| Paesi Bassi   | 24-0             | 4-0                  | 10-3                   | 7-1                    | 3-2                 | 2-2               | 2-1                   | 3-1                  |                        |                          |                   |                   |
| Nuova Zelanda | 24-0             | 3-0                  | 8-3                    | 4-0                    | 2-0                 | 1-1               | 3-1                   | 4-2                  | 1-0                    |                          |                   |                   |
| Italia        | 25-0             | 10-0                 | 8-1                    | 3-1                    | 2-0                 | 3-1               | 2-0                   | 4-0                  | 0-0                    | 2-1                      |                   |                   |
| Canada        | 15-1             | 11-0                 | 17-1                   | 9-0                    | 6-0                 | 5-2               | 8-1                   | 5-2                  | 6-1                    | 2-0                      | 6-1               |                   |

### Classifica
|     | Squadra       | PT | G  | V  | N | P  | GF | GS  | Diff. |
| --- | ------------- | -- | -- | -- | - | -- | -- | --- | ----- |
| 1.  | Canada        | 22 | 11 | 11 | 0 | 0  | 90 | 9   | +81   |
| 2.  | Italia        | 19 | 11 | 9  | 1 | 1  | 60 | 10  | +50   |
| 3.  | Nuova Zelanda | 17 | 11 | 8  | 1 | 2  | 51 | 11  | +40   |
| 4.  | Paesi Bassi   | 16 | 11 | 7  | 2 | 2  | 56 | 17  | +39   |
| 5.  | Australia     | 12 | 11 | 6  | 0 | 5  | 51 | 30  | +21   |
| 6.  | Portogallo    | 12 | 11 | 6  | 0 | 5  | 46 | 25  | +21   |
| 7.  | Spagna        | 11 | 11 | 4  | 3 | 4  | 51 | 22  | +29   |
| 8.  | Germania      | 9  | 11 | 4  | 1 | 6  | 43 | 24  | +19   |
| 9.  | Stati Uniti   | 8  | 11 | 4  | 0 | 7  | 41 | 36  | +5    |
| 10. | Inghilterra   | 4  | 11 | 2  | 0 | 9  | 28 | 73  | -45   |
| 11. | Sudafrica     | 2  | 11 | 1  | 0 | 10 | 7  | 76  | -69   |
| 12. | India         | 0  | 11 | 0  | 0 | 11 | 4  | 195 | -191  |

## Campioni
| Campione del Mondo 1992 |
| ----------------------- |
| Canada 1º titolo        |